# Archanara orientalis
Archanara orientalis là một loài bướm đêm trong họ Noctuidae.